# Shangchen
Shangchen (en chino simplificado, 上陈) es un yacimiento arqueológico del paleolítico, ubicado en la aldea de Shangchen, poblado de Yushan, condado de Lantian, provincia de Shaanxi, China. Las herramientas de piedra descubiertas en el sitio en 2018 datan de 2,12 millones de años y son la evidencia más antigua conocida hasta ahora de homínidos fuera de África, superando a Dmanisi en Georgia en 300.000 años. Aunque no se han encontrado fósiles de homínidos, se estableció que Shangchen estuvo ocupado durante 850.000 años, siendo las herramientas más recientes encontradas allí, de hace 1,26 millones de años.

## Descubrimiento
En el condado de Lantian habían sido encontrados en 1964 los fósiles del Homo erectus lantianensis. El fósil más antiguo, un cráneo, fue datado inicialmente en 1,15 millones de años. En 2001, el geólogo Zhu Zhaoyu y otros científicos investigaron el sitio de nuevo y determinaron que el cráneo tiene en realidad 1,63 millones de años.
El equipo de Zhu inspeccionó la región alrededor del sitio fósil y descubrió desde 2004 herramientas de piedra enterradas en lo profundo de un barranco en Shangchen, a menos de tres millas de distancia. [10] En 2010, este equipo acompañado por el paleoantropólogo británico Robin Dennell, realizó una búsqueda exhaustiva en el barranco] y excavó el sitio hasta 2017, y sus hallazgos se publicaron en julio de 2018 en la revista Nature.

## Hallazgos
Se han encontrado un total de 96 herramientas de piedra en Shangchen, incluidos lascas, puntas y núcleos. Fueron encontrados en 17 estratos. La herramienta más antigua data de hace 2.12 millones de años, mientras que la fecha más reciente data de 1.26 millones de años, lo que indica que el sitio estuvo ocupado (no necesariamente de forma continua) durante 850.000 años. Algunas de las herramientas se encontraron con fragmentos de huesos de animales, incluidos ciervos y bovinos.f> Incluso los restos más antiguos pueden permanecer sin descubrir, ya que las capas más profundas de Shangchen son inaccesibles en 2018, debido a las actividades agrícolas.
Los hallazgos son altamente significativos ya que representan la evidencia más temprana de homininos fuera de África, superando a Dmanisi en la región del Cáucaso de Georgia, que era el sitio de homininos más antiguo conocido fuera de África, que data de hace 1,85 millones de años. También es más antiguo que el Hombre Yuanmou, los fósiles de homínidos más antiguos encontrados en el este de Asia, que datan de hace 1,7 millones de años.
Como el yacimiento de Shangchen carece de minerales volcánicos que abundan en sitios africanos, los científicos fecharon los sedimentos utilizando el método del paleomagnetismo. El registro de inversiones geomagnéticas del campo magnético terrestre se conserva en secuencias de rocas volcánicas y sedimentarias (magnetoestratigrafía) y proporciona una escala de tiempo que se utiliza como herramienta geocronológica. Los científicos también descartaron los procesos naturales como una explicación de lo hallado, ya que Shangchen y sus alrededores inmediatos no tienen ríos antiguos conocidos que pudiewraan haber tallado rocas naturales en formas que se asemejaran a herramientas hechas por el hombre. El sitio arqueológico está en los acantilados de un barranco en la meseta de Loess. Debido a que el Loess es un suelo formado por partículas extremadamente finas que el viento arrastra, todas las rocas más grandes que se encuentran en depósitos de loess tuvieron que haber sido transportadas por humanos u otros animales. Los científicos no involucrados en las excavaciones, que revisaron los hallazgos, consideran que las fechas son convincentes.

## Ocupantes
Como no se han encontrado fósiles de homínidos en Shangchen, aún se desconoce la identidad de los ocupantes del sitio que fabricaron las herramientas. Los científicos chinos creen que podrían ser de tipos de  Homo erectus, como los encontrados en Dmanisi. Sin embargo, muchos científicos, incluido el codirector del equipo, Dennell, creen que pueden pertenecer a una especie de hominino mdiferente, como Homo habilis, que no se sabe que existió fuera de África antes de hace 1,4 millones de años, o Australopithecus, que nunca se encontró fuera de África.